# Daniel Bleckmann

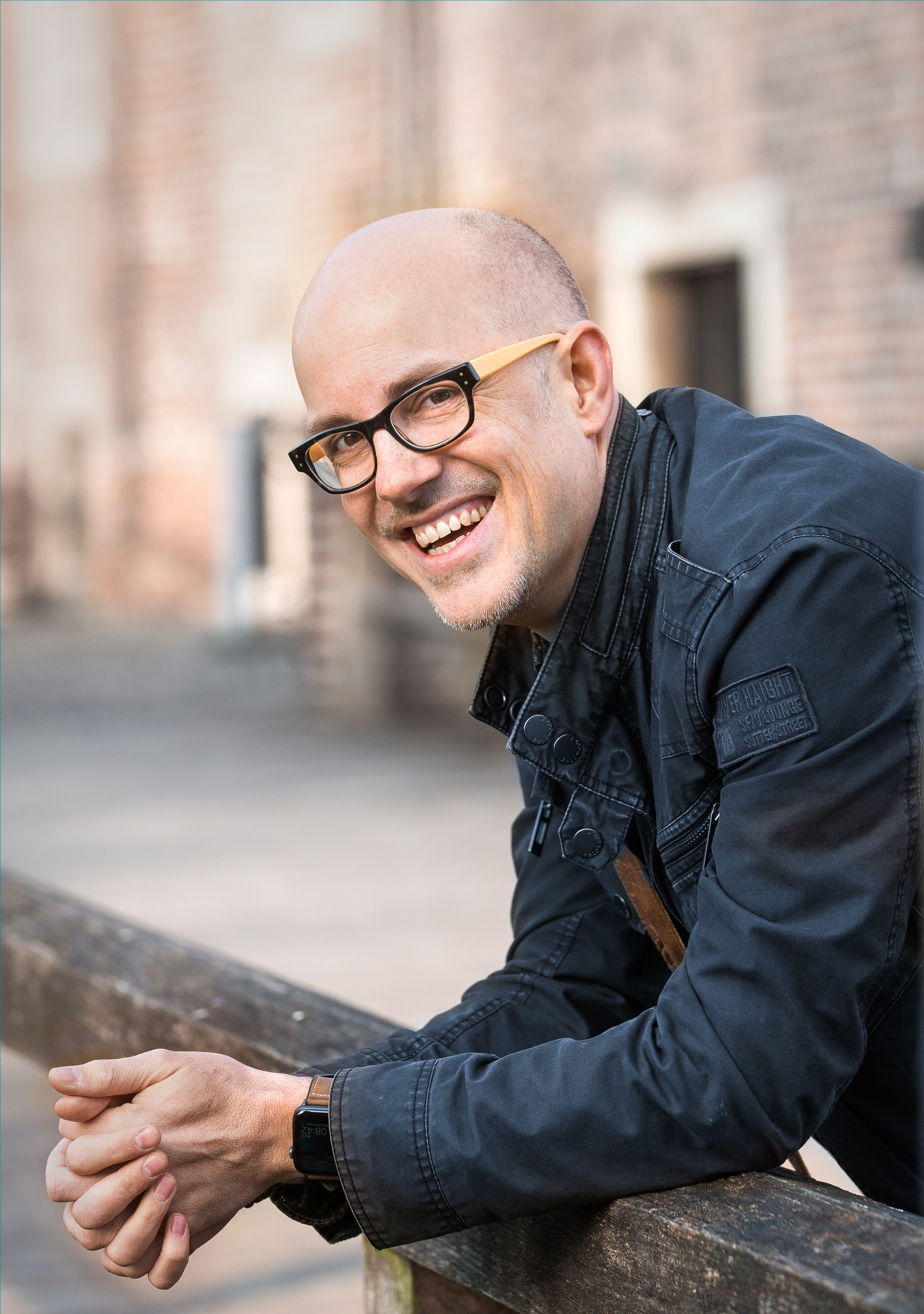
Daniel Bleckmann auf Schloss Raesfeld, 2020

Daniel Bleckmann (* 11. Oktober 1977 in Dinslaken) ist ein deutscher Schriftsteller aus Dinslaken.

## Leben und Werk
Nach seinem Abitur 1998 wurde er Assistent der Aufnahmeleitung bei der Opal Filmproduktion. In den Jahren 2000–2002 arbeitete er als Tontechniker und Sounddesigner im Postproductionstudio „Rudas Studios“ in Düsseldorf, bevor er sein Studium der Biologie und Germanistik an der Ruhr-Universität Bochum begann und 2008 abschloss. Seitdem unterrichtet er als Lehrer am Kopernikus-Gymnasium in Duisburg-Walsum.
Daniel Bleckmann schrieb im Jahr 2020 zwei phantastische Abenteuerromane für den Ueberreuter-Verlag: Family Quest – Das Amulett des Merlin und Doggerland – Die versunkene Welt.
Er schrieb zudem für die Adventure Games-Books-Reihe des Kosmos-Verlags.
Seit 2023 schreibt er für den Verlag Friedrich Oetinger, für den er zusammen mit dem Illustrator Thomas Hussung die mehrbändige „KoboldKroniken“-Buchreihe ins Leben rief.
Weitere Kinderbuch-Projekte, u. a. mit dem Illustrator Timo Grubing, sind in Planung.

## Werke
KoboldKroniken:
- Sie sind unter uns! Band 1, Oetinger Verlag, 2023, ISBN 978-3-7512-0208-4.
- Voll verschatzt! Band 2, Oetinger Verlag, 2023, ISBN 978-3-7512-0209-1.
- Klassenfahrt mit Klabauter. Band 3, Oetinger Verlag, 2024, ISBN 978-3-7512-0387-6.
- Drachenjagd im Dunkeln. Band 4, Oetinger Verlag, 2024, ISBN 978-3-7512-0534-4.
- Rumpels Rückkehr. Band 5, Oetinger Verlag, 2025, ISBN 978-3-7512-0537-5.
- Kampf um Kwertz. Band 6, Oetinger Verlag, 2025, ISBN 978-3-7512-0672-3.
- Koboldkoole Rätsel, Spiele und Ideen. Koboldgeprüft. Rätselband, Oetinger Verlag, 2023, ISBN 978-3-7512-0296-1.
- Mission Glühelfe: Das Kwest-Abenteuer von Clara-mit-C. Rätselband, Oetinger Verlag, 2023, ISBN 978-3-7512-0295-4.
- Mission Bademantel: Das Kwest-Abenteuer von Lennard. Rätselband, Oetinger Verlag, 2023, ISBN 978-3-7512-0452-1.
- KoboldKroniken - Dein Comiczeichenbuch. Oetinger Verlag, 2024, ISBN 978-3-7512-0377-7.

Weitere Werke:
- Family Quest – Das Amulett des Merlin. Ueberreuter Verlag, 2020, ISBN 978-3-7641-5160-7.
- Doggerland – Die versunkene Welt. Ueberreuter Verlag, 2020, ISBN 978-3-7641-5197-3.
- Adventure Games - Books: Die Akademie der Zeitenwächter. Kosmos Verlag, 2022, ISBN 978-3-440-17224-7.
- Adventure Games - Books: Die Wölfe von Paris. Kosmos Verlag, 2023, ISBN 978-3-440-17560-6.